# Judica

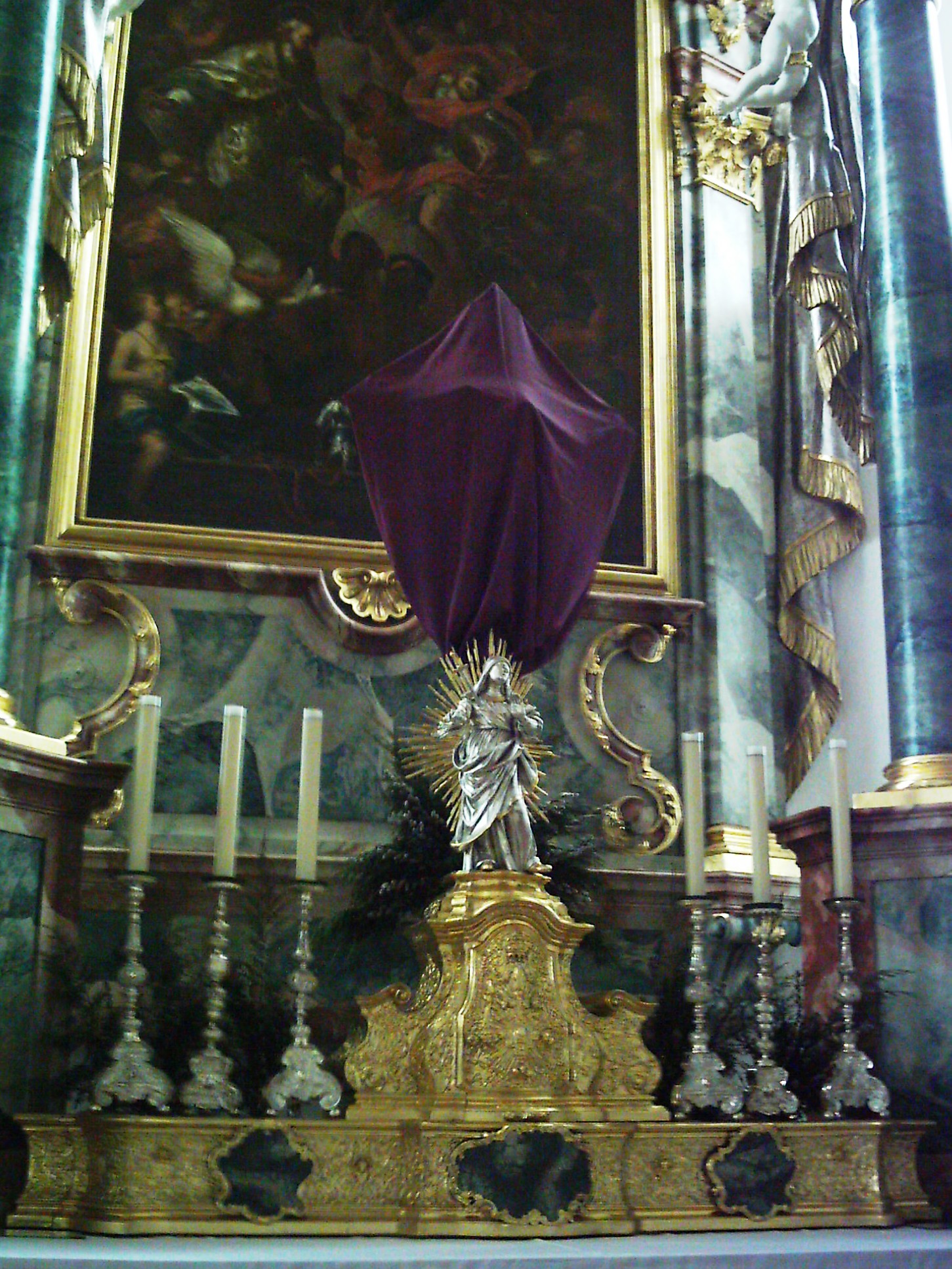
Beginnend met Passiezondag en durend tot de Paaswake in de nacht of avond van Paaszaterdag naar de zondag van Pasen worden de beelden in kerken en kruisbeelden bedekt. De bedekking van kruisen wordt na de plechtigheden van Goede Vrijdag weer afgenomen, overige beelden blijven tot de Paaswake bedekt.

Judica (Latijn voor 'Verschaf mij recht') is de vijfde zondag in de veertigdagentijd, een periode van bezinning in het christendom als voorbereiding op het paasfeest.
Deze zondag ontleent zijn naam aan de beginwoorden van het introïtusgezang, Judica me, Deus (Psalm 43:1) en staat in de liturgische kalender volgens de Tridentijnse liturgie bekend als Passiezondag.
| Latijn | Nederlands |
| --- | --- |
| Judica me, Deus, et discerne causam meam de gente non sancta: ab homine iniquo et doloroso eripe me: quia tu es Deus meus, et fortitudo mea. Emitte lucem tuam, et veritatem tuam: ipsa me deduxerunt, et adduxerunt in montem sanctum tuum, et in tabernacula tua. | Beoordeel mij, God, en beslis in mijn zaak jegens de onheilige mensen. Ontruk mij aan de onrechtvaardige en bedrieglijke mens, omdat Gij mijn God zijt en mijn kracht. Zend Uw licht, en Uw waarheid: zij leiden mij, en voeren mij naar Uw heilige berg, en naar Uw woning. |